# Min (Hokuzan)
Min (珉 (Mân) ? - 1400 hoặc 1395) là vua thứ hai của vương quốc Bắc Sơn và thời đại Tam Sơn trên đảo Okinawa. Ông trị vì từ năm 1393 đến năm 1400 hoặc 1395. Ông là con trưởng của Haniji. Năm 1934, ông cử sứ thần sang triều cống nhà Minh. Không có nhiều tư liệu về cuộc đời và sự trị vì của ông. Kế vị ông là con trưởng Hananchi.